# إيرين كوتريل
إيرين كوتريل (بالإنجليزية: Erin Cottrell)‏ هي ممثلة أمريكية، ولدت في 24 أغسطس 1975 في الولايات المتحدة.

## أعمال

### مسلسلات
- نيويورك

## وصلات خارجية
- إيرين كوتريل على موقع IMDb (الإنجليزية)
- إيرين كوتريل على موقع ألو سيني (الفرنسية)
- إيرين كوتريل على موقع أول موفي (الإنجليزية)
- إيرين كوتريل على موقع قاعدة بيانات الفيلم (الإنجليزية)
- إيرين كوتريل على موقع كينوبويسك (الروسية)